# Etheridge Ridge
Der Etheridge Ridge ist ein 2180 Meter hoher Berg im Kosciuszko-Nationalpark im Süden von New South Wales in Australien.
Der Berg befindet sich etwa 800 Meter südwestlich des Mount Kosciuszko, des höchsten Bergs auf dem australischen Kontinent.
Die nächstgelegenen Orte sind Thredbo und Jindabyne. Der Alpine Way führt südlich am Berg vorbei.